# Half-en-half
Half-en-half is een typisch Brussels drankje. Het is een mengeling van witte wijn en champagne of andere schuimwijn.
Het werd naar verluidt toevallig in 1939 uitgevonden in het café Cirio aan de Beurs toen men een tijdelijk tekort had aan Spumante. Een andere verklaring is dat half-en-half gewoon de armeluisversie is van Champagne. In elk geval, zowel in het Frans als in het Nederlands wordt de drank besteld als un/een halfenhalf. Café Cirio (geopend in 1886) werd later nog bekend als een van de stamcafés van Jacques Brel.
Nog een andere verklaring is dat de half-en-half zou ontstaan zijn doordat beursmakelaars die een minder goede dag achter de rug hadden, zich geen echte champagne konden veroorloven. De nabijheid van café Cirio, in de schaduw van de Beurs, laat vermoeden dat deze verklaring niet uit de lucht is gegrepen.